# 五円硬貨

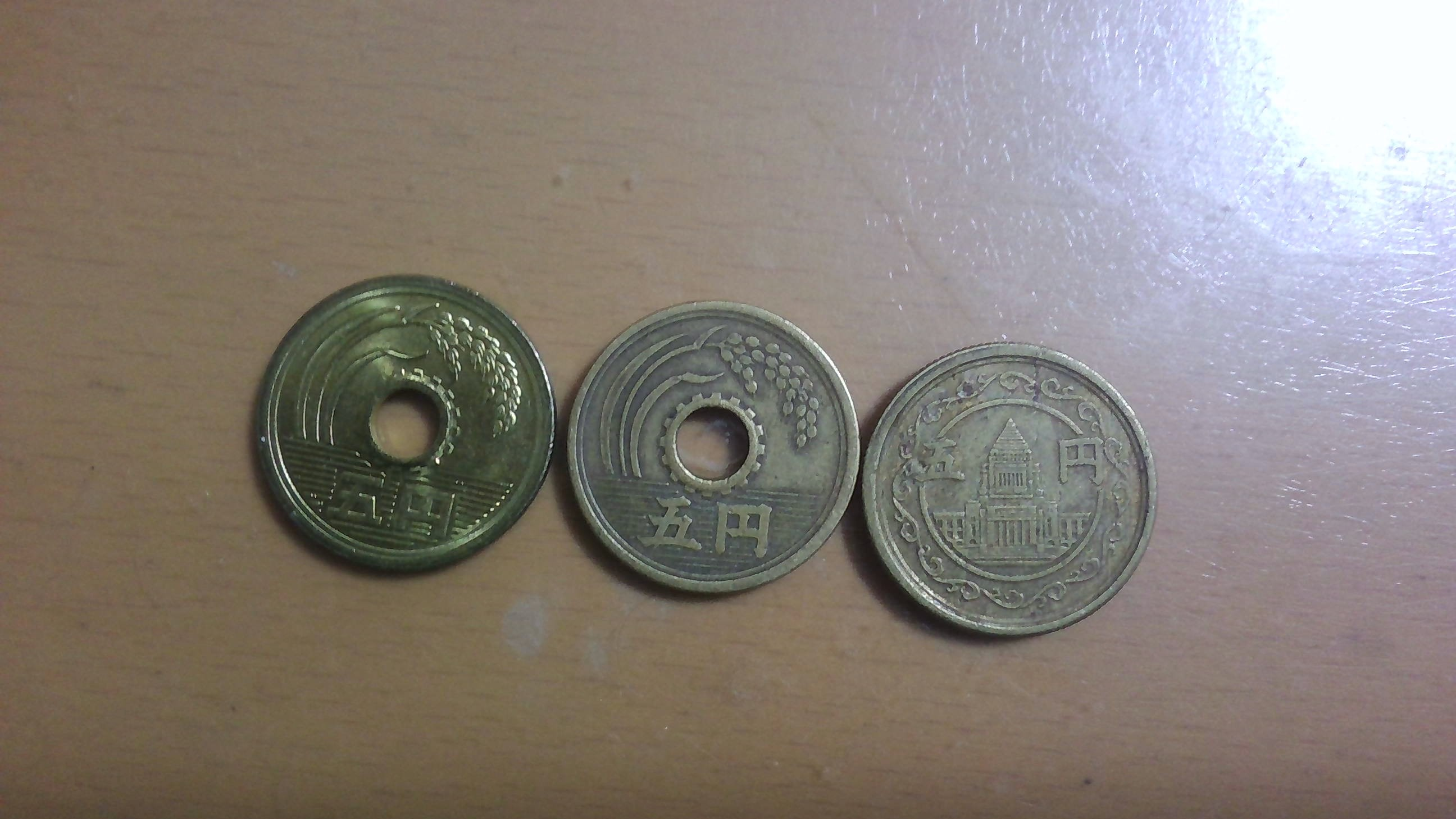
歴代の五円黄銅貨。右から無孔五円黄銅貨(昭和24年)、有孔五円黄銅貨(楷書体、昭和27年)、有孔五円黄銅貨(ゴシック体、令和3年)。

五円硬貨（ごえんこうか）は、日本国政府が発行する貨幣であり、額面5円の硬貨である。五円玉（ごえんだま）、五円貨、五円貨幣とも呼ばれる。
明治時代に新貨条例の下で発行された旧五円金貨、貨幣法の下で発行された新五円金貨、昭和23年から24年にかけて発行された無孔五円黄銅貨、昭和24年から33年にかけて発行された楷書体の有孔五円黄銅貨、昭和34年以降発行されているゴシック体の有孔五円黄銅貨がある。現在貨幣として有効なのは、3種類の黄銅貨のみである。

## 概要
額面5円の硬貨としては明治期に本位貨幣として発行された金貨2種と、戦後に臨時補助貨幣として発行された黄銅貨3種がある。

### 本位貨幣
明治4年（1871年）に制定された新貨条例で貨幣単位を「円」とし幣制を金本位制と定めて、本位貨幣の一つとして五圓金貨（旧五圓金貨）が定められた。だが、準備金が不十分で実質的に銀本位制となった。日清戦争で得た賠償金を準備金として1897年（明治30年）に施行された貨幣法で改めて金本位制を確立した。その時に金平価を半減し、新五圓金貨を定め、旧五圓金貨は倍の10円として通用させた。いずれも無制限に通用する強制通用力が付与されていた。
1942年（昭和17年）に制定された日本銀行法で金兌換が廃止されたが、貨幣法の規定の下で飽くまでも5円ないし10円で通用する金貨として存続し、1988年（昭和63年）の通貨の単位及び貨幣の発行等に関する法律を以て失効した。
金兌換廃止後は額面5円の通貨として不換紙幣であるろ五圓券が発行された。

### 臨時補助貨幣
戦後の新円切替で額面5円の通貨として五円紙幣のA五円券が発行された。インフレの進行に伴いかつては本位金貨が充てられた5円という金額も日常生活の中で扱う小さな金額となっていった。
1938年（昭和13年）に戦時の時限法として制定された臨時通貨法は、銭単位の臨時補助貨幣を規定していたが、期限を撤廃して終戦後も存続し、1948年（昭和23年）の改正で1円並びに5円の貨種を追加し、同年に五円黄銅貨（無孔）が臨時補助貨幣として発行された。同時に発行された一円黄銅貨との識別を容易にし、また、高騰する素材の節約の為に1949年（昭和24年）より五円黄銅貨（有孔楷書体）が発行された。1959年（昭和34年）より、書体をゴシック体に改め裏面の「日本國」を新字体「日本国」とした五円黄銅貨（有孔ゴシック体）が発行されている。
いずれも臨時通貨法の下で臨時補助貨幣として発行され、1988年（昭和63年）4月の通貨の単位及び貨幣の発行等に関する法律施行後は「貨幣」と見なされる。五円黄銅貨（有孔ゴシック体）は同法施行以後、「貨幣」として造幣・発行されている。
3種類の黄銅貨はいずれも法定通貨として有効であるが、特に五円黄銅貨（無孔）は見慣れぬ硬貨で真贋を判断できないとして市中の取引で受け取りを拒否されることがある。また、ATM等でも使用できない。五円黄銅貨（有孔楷書体）もATM等で受け付けられないことがある。これらは日本銀行の窓口で現行の五円黄銅貨（有孔ゴシック体）に引き換えできる。また、市中の銀行の窓口に持ち込むと口座への預け入れや現行の五円黄銅貨（有孔ゴシック体）への交換ができるが、場合によっては日本銀行へ鑑定に回され日数を要する。また、市中の銀行によっては五円黄銅貨（無孔）については取り扱い手数料が要求されることがある。
通貨の単位及び貨幣の発行等に関する法律第七条に基づき、一度の取引において強制通用力を有するのは20枚（100円）までである。21枚以上の使用については受け取り側は拒否することができ、その場合には支払い側が受け取るように強いることは出来ないが、双方の合意の上で使用するには差し支えない。

### 表記
現在有効な日本の硬貨の中で、アラビア数字での額面表記がなく、漢数字のみで書かれた唯一の硬貨である。そのため、非漢字文化圏の訪日外国人旅行者にとって、日本の漢字に素養がないと額面が分からない硬貨になっている。造幣局は「漢数字を使わなければならない理由はない。しかし2017年（平成29年）6月の時点で漢数字からアラビア数字へ変更する予定はない」とコメントしている。図柄を変更すると、取り扱う機器の改修など影響が大きいという事情もある。
なお、過去を含めても額面金額がアラビア数字で表記された五円硬貨は一度も発行されたことがなく、いずれも漢数字表記のみとなっている。試鋳された五円青銅貨でアラビア数字が表記されていたが発行には至らなかった。

## 五円黄銅貨
1948年（昭和23年）から1949年（昭和24年）にかけて製造発行された無孔の五円黄銅貨、1949年（昭和24年）から1958年（昭和33年）にかけて製造発行された有孔・楷書体の五円黄銅貨（いわゆる「フデ五」）、そして1959年（昭和34年）以降継続して製造発行されている有孔・ゴシック体の五円黄銅貨の3種類が存在する。
仕様の差異については、後述の「#歴史」参照。

### 概要（黄銅貨）
1949年（昭和24年）の改鋳以降に製造発行された有孔の五円硬貨の質量は、3.75 g である。これは、尺貫法のちょうど 1 匁である。

### 意匠
1959年（昭和34年）以降製造発行されている五円硬貨の意匠には産業に関するモチーフが用いられている。硬貨の表面の稲穂、水面（稲穂の根元の複数の水平線）、歯車（穴の周り）はそれぞれ、農業、水産業、工業を表している。また、裏面の双葉は林業ならびに民主主義に向かって伸びていく日本を表している。稲穂の粒は27粒、歯車の歯は16個、水を表す水平線は12本となっている。表面には「五円」、裏面には「日本国」と製造年がいずれもゴシック体の文字で記されている。この表裏は造幣局での便宜的な呼称で、明治時代の硬貨と異なり法律上の表裏の規定はない。
原図制作者は加藤正巳。原型制作者は小柴利孝（1911（明治44年） - 1989（平成元年））大阪造幣局工芸管理官（当時）。
1948年（昭和23年）から1949年（昭和24年）まで、及び1949年（昭和24年）から1958年（昭和33年）まで製造発行されていた五円硬貨は意匠が異なるが、これらについては後述の「#歴史」参照。

### 穴が空いている理由
1949年（昭和24年）の改鋳後に製造された五円硬貨の中心に穴が開いているのは、以下の理由による。
- 1948年（昭和23年）に発行された五円硬貨は、同じ年に発行された一円硬貨と同じく黄銅製であり（一円黄銅貨）、直径も2mmしか違わず（一円硬貨は径20mm、五円硬貨は径22mm）、加えていずれもギザ付きであり、間違われることがあったため。特に視覚障害者にも判別を容易にするため。
- 材料費の節約という理由[5]。約5％の節約になるとされている[6]が、1948年（昭和23年）発行の五円硬貨の量目は4.0gであり、穴あき五円硬貨の量目は3.75gであるから、実際には約6.3%の節約ということになる。
- 偽造防止のため。

### 流通状況
市中の対面取引では不自由なく使用できる。銀行店舗内のATM、商店の自動釣銭機、現金対応のセルフレジ、ガソリンスタンドの給油機などでは一円硬貨とともに五円硬貨も使用可能である。コンビニなどに設置されている複合機では、白黒コピー料金を5円とする場合があり、五円硬貨も使用可能なものが近年増えてきている。
一方で、市中の街角に置かれる一般的な自動販売機や鉄道駅の券売機では五円硬貨や一円硬貨は使用できず、使用可能な最小額面の硬貨は十円硬貨となっている。
「五円」が「ご縁」に通じるとして、縁起のいい硬貨として、神社や寺院への賽銭として好まれる傾向にある。

### 製造
五円硬貨の組成は銅60-70%、亜鉛40-30%となっており、他の硬貨では合金の組成が一定に決められているのに対して広範囲の組成が許容されている。これは、戦時中に日本軍が使用していた薬莢、弾帯、装弾子などの黄銅製品が終戦で大量に残されてスクラップとなり、これを素材として作られた名残である。スクラップであるがゆえに雑多な素材の組成が一定せず、銅が60-70%、亜鉛は40-30%と幅が広かった。
1946年（昭和21年）5月に発行された50銭黄銅貨幣（鳳凰）、1947年（昭和22年）に発行された50銭黄銅貨（桜）、1948年（昭和23年）10月に五円黄銅貨（無孔）と共に発行された一円黄銅貨もあわせて、この素材の組成が、今日まで発行されている五円硬貨を含む日本の黄銅貨の伝統となった。
五円硬貨は金属板を円形に打ち抜いたのちプレス（打刻）して製造されるが、1963年（昭和38年）以降、金属板を円形に打ち抜くところまでは民間企業に外注している。
現在流通している有孔の五円硬貨は、一円硬貨や十円硬貨と同様、素材となる金属の価値は額面を下回るが、1枚製造するのにかかるコストは額面を上回り、発行益がマイナスとなる。
ただし、2020年代に入るとウクライナ情勢と円安の影響で、素材が高騰して額面に接近し、2022年（令和4年）4月下旬時点で、額面の84％に当たる4円20銭（内訳は銅3円34銭、亜鉛86銭）に達し、2024年（令和6年）5月には額面の約94%に当たる4円71銭（内訳は銅4円03銭、亜鉛69銭。厘位四捨五入による）に達した。近い将来、現行の有孔の五円硬貨の金属としての原価が額面を超える（鋳潰点を超える）可能性も指摘されている。前述の2024年5月時点の金属原価によれば、かつて発行された無孔五円黄銅貨は鋳潰点をわずかに超えている。
造幣局で製造されてから日本銀行に納入される際や、日本銀行での整理の際に用いられる麻袋については、五円硬貨は1袋に4000枚（金額2万円、正味重量15kg）詰められ、封緘の色は紫色となっている。

### 歴史
仕様の変遷は下記の通り。素材（銅60-70%、亜鉛30-40%の組成の黄銅）、直径（22.0 mm）は3種類とも共通している。
| 名称                         | 発行開始日                 | 製造終了年         | 量目   | 孔径   | 図柄                            | 書体・字体        | 周囲     |
| ---------------------------- | -------------------------- | ------------------ | ------ | ------ | ------------------------------- | ----------------- | -------- |
| 五円黄銅貨（無孔）           | 1948年（昭和23年）10月25日 | 1949年（昭和24年） | 4.0 g  | 穴なし | 表面：国会議事堂 裏面：鳩、梅花 | 楷書体 旧字体     | ギザあり |
| 五円黄銅貨（有孔楷書体）     | 1949年（昭和24年）9月15日  | 1958年（昭和33年） | 3.75 g | 5 mm   | 表面：稲穂、歯車、水 裏面：双葉 | 楷書体 旧字体     | 平滑     |
| 五円黄銅貨（有孔ゴシック体） | 1959年（昭和34年）9月1日   | 発行中             | 3.75 g | 5 mm   | 表面：稲穂、歯車、水 裏面：双葉 | ゴシック体 新字体 | 平滑     |

#### 五円黄銅貨（無孔）
発行日は1948年（昭和23年）10月25日で、1949年（昭和24年）にかけて製造されたものは、現在の五円硬貨とデザインが異なるもので、ギザ付・無孔であった。表面中央には国会議事堂の中央塔部分が描かれており、周囲を「五円」の文字と唐草模様が取り囲むデザインとなっている。裏面は中央に鳩と梅花があしらわれており、周囲に「日本國」と製造年の記載がある。この硬貨は5円の法定通貨としては五円紙幣（A五円券）の後継として発行されたもので、発行開始時点で最高額面であり、現在法律上有効な日本の硬貨の中では最古のものである。しかし物価の上昇が続いており、重量を減らす必要があったため、1949年（昭和24年）に有孔のもの（五円黄銅貨（有孔楷書体））に変更された。この変更は当時発行中の一円黄銅貨との識別を容易にするためという理由もあり、このときから側面のギザが消滅した。

#### 五円黄銅貨（有孔楷書体）
1949年（昭和24年）から1958年（昭和33年）にかけて製造されたものは、現行の五円硬貨と基本デザインは同じだが、硬貨上に記された文字の書体が毛筆で書かれたような楷書体で、かつ「国」が旧字体の「國」になっており、俗に「フデ五」（筆五）などと呼ばれている。発行日は1949年（昭和24年）9月15日。現在では流通は稀で、年々その数も減ってきている。なお、1957年（昭和32年）銘のものは希少（製造数1000万枚）であり、しばしば高値で取引される。

#### 五円黄銅貨（有孔ゴシック体）
1959年（昭和34年）から発行されているものは、硬貨上に記された文字の書体がゴシック体の新字体表記に改められた。発行日は1959年（昭和34年）9月1日。この変更により他の額面の硬貨も含め、新たに発行される全ての硬貨が新字体の表記となった。文字を除いた図柄については、1949年（昭和24年）から1958年（昭和33年）までに発行された五円硬貨とほぼ同じである。
五円黄銅貨（有孔楷書体）が発行されていた1957年（昭和32年）以来毎年製造されているが、電子マネーの普及による需要減のため、2010年（平成22年）銘はミントセット用の51万枚製造に留まり、以降2013年（平成25年）まで4年連続で一般流通用には製造されなかった。なお、2010年（平成22年）は五十円硬貨、2011年（平成23年）から2013年（平成25年）までは一円硬貨・五十円硬貨も五円硬貨同様、ミントセット分のみの製造となっている。2014年（平成26年）は消費税が8%に増税されたのを受けて一般流通用の五円硬貨の製造が再開され、その年は8753万8千枚、2015年（平成27年）は1億0500万4千枚と、平成20年代以降では多めの枚数が製造されたが、2016年（平成28年）以降の年間製造枚数は1千万 - 3千万枚台で推移している。平成から令和への元号の変わり目の年となった2019年（平成31年/令和元年）の五円硬貨の製造枚数については、平成31年銘が1694万6千枚、令和元年銘が2057万4千枚と、令和元年銘の方がやや多くなった。
2021年（令和3年）2月25日には予算委員会分科会で、泉健太立憲民主党政調会長が、一円硬貨と五円硬貨の廃止を麻生太郎財務大臣に提案したが、麻生太郎は「小額の取引を中心に需要はあるので直ちに廃止する考えはない」とした。
2022年（令和4年）には2013年（平成25年）以来9年ぶりにミントセット用のみの製造となった。

## 五円金貨
新貨条例の下で発行された旧五円金貨と、貨幣法の下で発行された新五円金貨があり、いずれも本位貨幣であった。
通貨の単位及び貨幣の発行等に関する法律施行、貨幣法の廃止に伴い1988年（昭和63年）3月末で廃止され、現在はいずれも法定通貨としての効力を有さない。

### 旧五円金貨
品位：金90%・銅10%、量目：8.3333g、周囲にギザあり。表面には竜図（阿竜）、裏面には菊紋・桐紋・日章・菊枝と桐枝・錦の御旗（日月旗）・八稜鏡があしらわれている。新貨条例により本位金貨として発行された。1871年（明治4年）発行開始の大型のもの（直径23.848mm）と、1872年（明治5年）発行開始の小型のもの（直径21.819mm）がある。
初期の大型版は明治3・4年銘が、縮小版は明治5年銘から30年銘まで全て存在する。旧五円金貨の縮小版は、米国の5ドル金貨や英国のソブリン金貨とほぼ同量の純金を含んでおり、国際的に見てもスタンダードなサイズであり外国人にも受け入れられ易かったため、新貨条例による旧金貨類の縮小版の中で唯一、流通用としてまとまった枚数が長期に渡って製造・発行された。
1897年（明治30年）以降は貨幣法により額面の2倍である10円に通用した。

### 新五円金貨
品位：金90%・銅10%、直径：16.969mm、量目：4.1667g、周囲にギザあり。表面には菊紋・菊枝と桐枝、裏面には桐紋・日章・八稜鏡があしらわれている。貨幣法により本位金貨として1897年（明治30年）に発行された。1930年（昭和5年）製造終了。
年銘としては、明治30・31・36・44・45年銘、大正2・13年銘、及び昭和5年銘が存在するが、このうち昭和5年銘は大量に発行されたものの、金貨の海外への大量流出のため現存数が極めて希少となっている。

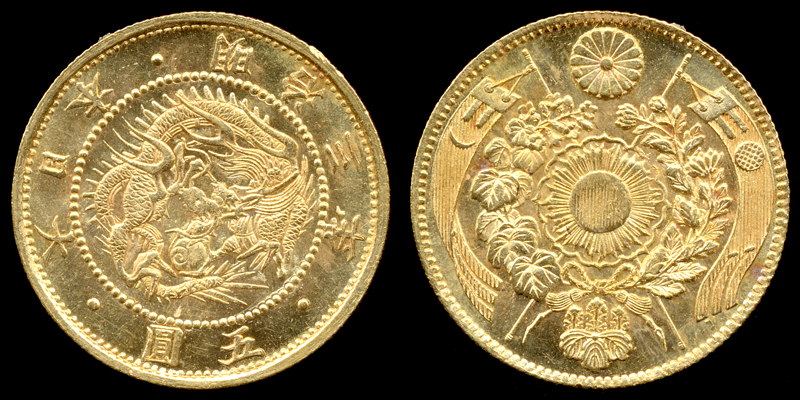
旧五円金貨　明治3年(大型)
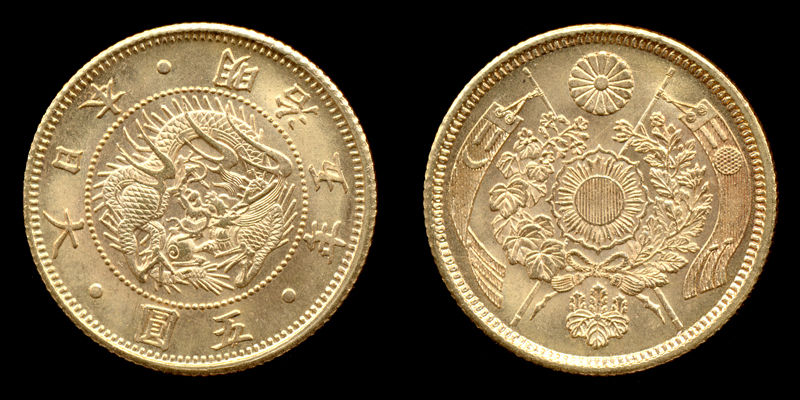
旧五円金貨　明治5年(小型)
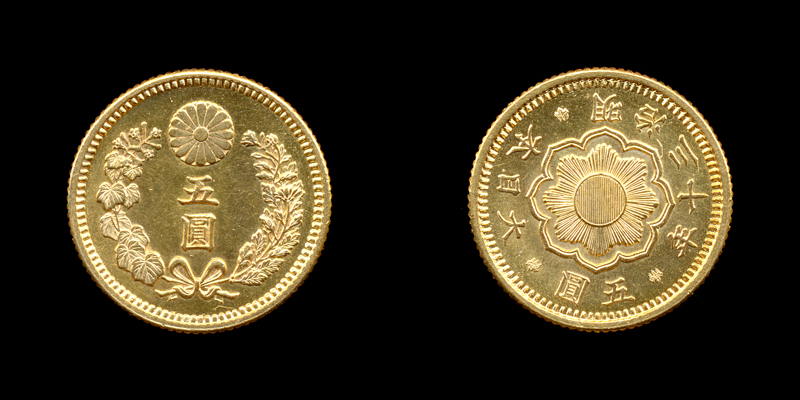
新五円金貨　明治30年

## 未発行貨幣・試鋳貨幣等
- 五円金貨（品位：金90%・銅10%、直径：23.33mm、量目：7.76g） - 明治2年銘の毛彫の試作貨。表のデザインは発行された旧五円金貨とほぼ同じだが、裏面は旭日の周囲に菊・桐各7交互連続模様となっている[18]。
- 五円金貨（品位：金90%・銅10%） - 明治3年銘の打製の試作貨。表のデザインは発行された旧五円金貨とほぼ同じだが、裏面は旭日の周囲に菊・桐各7交互連続模様となっている[18]。
- 五円金貨（品位：金90%・銅10%、直径：22.42mm、量目：8.29g） - 明治7年銘。表のデザインは発行された旧五円金貨とほぼ同じだが、裏面のデザインは発行された旧五円金貨のデザインの錦の御旗（日月旗）がないデザインとなっている[18]。
- 五円アルミニウム貨 - 昭和26年銘。楷書体五円黄銅貨（フデ五）と同様のデザインでアルミニウムで製作したもの。
- 五円青銅貨（量目：3.13g） - 昭和26年銘。現行の十円青銅貨と同様の平等院・常盤木のデザインで、裏面に額面としてアラビア数字の「5」が入っている。

## 変遷
- 1871年（明治4年）：新貨条例制定。旧五円金貨（本位金貨）発行開始。
- 1872年（明治5年）：旧五円金貨の直径を縮小し、やや小型のものに変更。
- 1897年（明治30年）9月：旧五円金貨製造終了。
- 1897年（明治30年）：貨幣法制定。新五円金貨（本位金貨）発行開始。
- 1930年（昭和5年）2月：新五円金貨製造終了。

（この間は日本銀行券の五円紙幣のみ製造発行）
- 1948年（昭和23年）6月19日：臨時通貨法を改正し、五円硬貨と一円硬貨の貨種を追加。
- 1948年（昭和23年）9月21日：五円黄銅貨（無孔）の様式を制定[注 3][19]。
- 1948年（昭和23年）10月25日：五円黄銅貨（無孔）発行開始[11]。素材は黄銅。図柄は国会議事堂。穴が開いていない。
- 1949年（昭和24年）：五円黄銅貨（無孔）製造終了。
- 1949年（昭和24年）8月1日：五円黄銅貨（有孔楷書体）の様式を制定[注 4][19]。
- 1949年（昭和24年）9月15日：五円黄銅貨（有孔楷書体）発行開始[11]。穴の開いた形へと変更されたほか、図柄も稲穂と水・歯車に変更。このときに製造された五円硬貨は文字が楷書体で書かれており、俗にフデ五と呼ばれる。昭和24年銘の五円硬貨は無孔・有孔の両方が存在。
- 1958年（昭和33年）：五円黄銅貨（有孔楷書体）製造終了。
- 1959年（昭和34年）6月1日：五円黄銅貨（有孔ゴシック体）の様式を制定[注 5][19]。
- 1959年（昭和34年）9月1日：五円黄銅貨（有孔ゴシック体）発行開始[12]。文字を旧字体から新字体に、書体も楷書体からゴシック体に変更。
- 1988年（昭和63年）3月31日：翌日の通貨の単位及び貨幣の発行等に関する法律の施行に伴い、この日をもって全ての五円金貨の通用停止[注 2]。
- 1988年（昭和63年）4月1日：通貨の単位及び貨幣の発行等に関する法律の施行により、従前は臨時補助貨幣として発行されていた3種類の五円黄銅貨は「貨幣とみなす臨時補助貨幣」として引き続き通用力を有することとなった。

新貨条例で制定された旧五円金貨（1871年（明治4年）発行）は1897年（明治30年）10月1日の貨幣法施行によりこれ以降額面の2倍である10円に通用していた。
なお、1872年（明治5年）6月25日から1955年（昭和30年）4月1日までは五円紙幣が並行して発行されていた。

## 発行枚数推移
「独立行政法人造幣局 貨幣に関するデータ 年銘別貨幣製造枚数」より

## 五円玉手芸
穴の開いた五円硬貨を一定のデザインにして紐で綴じ固定した創作を行う手芸を「五円玉手芸」といい、キーホルダーなどの小物や飾り物などをつくるコイン手芸の一種として知られている。